# Oameni în negru

Stilizare a unui om în negru

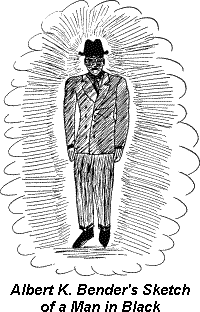
Schiță cu un om în negru care l-ar fi „vizitat” pe Albert K. Bender

În cultura populară occidentală (în special cea din Statele Unite) Men in Black (cu sensul de Oameni în Negru sau Bărbații în Negru) este o teorie a conspirației asociată cu fenomenul OZN. Potrivit teoriei, oameni în costume negre (simbol al apartenenței lor la o agenție posibil guvernamentală) folosesc metode de intimidare pentru a mușamaliza existența unor ființe inteligente de pe alte planete.
Conform unor teorii acești oameni în negru ar fi extratereștrii înșiși. Termenul este frecvent utilizat și pentru a descrie oamenii misterioși care lucrează pentru organizații necunoscute, precum și în diferite agenții guvernamentale care ar fi concepute pentru a proteja unele secrete sau alte activități ciudate.  Termenul este unul generic, utilizat pentru a se referi la orice aspect neobișnuit, periculos sau ciudat care poate fi asociat cu fenomenul OZN.
La sfârșitul verii 1953, autorul Albert K. Bender a anunțat în revista Space Review că misterul farfuriilor zburătoare a fost elucidat, urmând să publice un articol în acest sens. Cu toate acestea articolul nu a mai fost publicat,  Bender susținând că a fost vizitat de trei oameni în negru care l-au convins să nu mai publice nimic, la scurt timp revista a fost închisă, la fel și organizația condusă de el, International Flying Saucers Bureau.
Conceptul de Oameni în Negru a fost popularizat de Gray Barker în cartea sa They Knew Too Much About Flying Saucers (Ei știu prea multe despre farfurii zburătoare) scrisă după Incidentul din Insula Maury din  iunie 1947.
De multe ori Oamenii în negru nu poartă costume negre, dar sunt descriși ca fiind străini cu pielea măslinie, fără vreo caracteristică etnică definitorie.